# Delphine Zanga Tsogo
Delphine Zanga Tsogo (21 de diciembre de 1935-16 de julio de 2020) fue una escritora, feminista y política camerunesa. Sirvió en la Asamblea Nacional del país de 1965 a 1972. Su apellido de casada era Tsanga.

## Biografía
Nació en Lomié y se educó en Douala y luego estudió enfermería en Toulouse, Francia. Regresó a Camerún en 1960, trabajando como enfermera en varios hospitales. En 1964 fue elegida presidenta nacional del Consejo de Mujeres Camerunesas. De 1970 a 1975 se desempeñó como Viceministra de Salud y Bienestar Público. De 1975 a 1984 fue Ministra de Asuntos Sociales de Camerún.
Se desempeñó como presidenta del consejo administrativo del Instituto Internacional de Investigación y Capacitación para la Promoción de la Mujer de las Naciones Unidas, así como presidenta del Comité Regional Africain de Coordination pour l'Intégration des Femmes au Développement y vicepresidenta del Consejo Internacional de Mujeres. Fue nombrada miembro de la Orden Nacional del Mérito de Francia.
En 1983 escribió su primera novela Vies de Femmes (Vidas de mujeres). A esto le siguió L'Oiseau en Cage (El pájaro enjaulado) al año siguiente.